# Moskau glaubt den Tränen nicht
Moskau glaubt den Tränen nicht (russisch: Москва слезам не верит / Moskwa slesam ne werit) ist ein sowjetischer Spielfilm des Regisseurs Wladimir Walentinowitsch Menschow aus dem Jahr 1980. Er erhielt 1981 den Oscar als bester ausländischer Film.

## Handlung
In zwei Teilen beschreibt Moskau glaubt den Tränen nicht die Lebensgeschichte dreier Frauen im Moskau der Jahre 1958 und 1978.
Die drei aus der Provinz stammenden Freundinnen Katja, Ljudmila und Antonina – allesamt Anfang 20 – teilen sich im Jahr 1958 ein Zimmer in einem Arbeiterwohnheim in Moskau. Ljudmila versucht, die anderen beiden zu überzeugen, in der Hauptstadt einen reichen, angesehenen, kurz: bedeutenden Mann zu finden.
Katja arbeitet in einer Maschinenfabrik und versucht abends noch für die Zulassungsprüfungen zum Studium zu lernen.
Antonina geht ihren eigenen Weg. Sie hat Nikolai kennengelernt, einen einfachen Bauarbeiter, den sie nach Ljudmilas Meinung auch in der Provinz hätte haben können. Ihr Leben scheint nun den üblichen Weg zu gehen.
Katja soll für die Ferienzeit auf die Wohnung eines Onkels, eines angesehenen Professors, aufpassen. Er wohnt in einem der sogenannten Stalin-Hochhäuser Moskaus, und die Wohnung ist entsprechend repräsentabel. Ljudmila zieht kurzerhand mit ein und veranstaltet sofort eine Party, wo sie all ihre hochgestellten Moskauer Bekanntschaften einlädt. Sie gibt sich als Tochter des Professors aus, Katja als ihre jüngere Schwester. Und ihr Plan scheint aufzugehen, sie kommt mit dem erfolgreichen Eishockeyspieler Gurin zusammen. Auch Katja lernt auf der Party einen Mann kennen: Ratschkow, der beim Fernsehen arbeitet. Katja ist fasziniert, zumal sie von Ratschkow, der eigentlich nur Kameramann ist, zu einer Fernsehaufzeichnung mitgenommen wird. Doch die Lüge mit ihrer gefälschten Herkunft gefällt ihr nicht, nur wegen Ljudmila verschiebt sie ihr Geständnis. Aber durch einen Zufall erfährt Ratschkow schon vorher die wahre Geschichte, was er sogleich ausnutzt, als Katja ihm gesteht, dass sie ein Kind von ihm erwartet.
Antonina heiratet ihren Nikolai, Ljudmila gesteht Gurin die Lüge, was diesen nur erleichtert, da er dachte, ein Professor würde ihm die Ehe mit seiner Tochter nicht gestatten. Auch sie heiraten.
Nur Katja ist allein und erwartet ein Kind. Für eine Abtreibung ist es zu spät, schließlich bringt sie ihre Tochter Alexandra zur Welt. Als alleinerziehende Mutter versucht sie nun, sich aufs Studium vorzubereiten.
Etwa zwanzig Jahre später setzt der zweite Teil des Films ein. Katja hat Karriere gemacht; sie ist Direktorin einer Fabrik mit 3000 Mitarbeitern und daneben Abgeordnete im Moskauer Stadtsowjet. Sie lebt mit ihrer nun schon studierenden Tochter Alexandra in einer Neubauwohnung und hat daneben eine unbefriedigende Beziehung mit einem verheirateten Mann, Wolodja.
Ganz anders ist es Ljudmila ergangen, sie ist geschieden. Ihr Ex-Mann, der Sportler Gurin, der früher nie etwas getrunken hat, ist zum Alkoholiker geworden und bettelt Ljudmila immer wieder um Geld an. Sie arbeitet in einer Textilreinigung und hofft noch immer auf den Mann ihrer Träume.
Nur bei Antonina lief alles wie von Ljudmila vorhergesehen, sie ist immer noch glücklich verheiratet, hat drei Kinder, verbringt die Wochenenden auf der Datscha, wo sich auch immer mal wieder die anderen beiden Frauen einfinden.
Während einer Bahnfahrt lernt Katja den Schlosser Goscha kennen, der sie in ein Gespräch verwickelt und schließlich nach Hause bringt. Goscha ist ein sehr selbstbewusster, charismatischer Mann, der allerdings einige Prinzipien über die berufliche Stellung von Mann und Frau vertritt, die Katja lieber verschweigen lassen, dass sie Direktorin ist. Die beiden verlieben sich, und Katja glaubt, nun doch ihr Glück gefunden zu haben, aber das Verschweigen ihrer wahren Identität hat ihr schon einmal Unglück gebracht.
Gerade jetzt trifft sie nach zwanzig Jahren ihren früheren Liebhaber Ratschkow wieder, der verlangt, seine ihm unbekannte Tochter sehen zu können. Als er unvermittelt in der Wohnung auftaucht, erfährt Goscha von ihm die wahre berufliche Position Katjas. Goscha verlässt enttäuscht und wütend die Wohnung und Katja glaubt, er werde nie wiederkommen.
Nach einer verzweifelten Woche kommen die Freunde Ljudmila, Antonina und Nikolai, um der weinenden Katja zu helfen: Moskau glaubt Tränen nicht, etwas muss getan werden. Nikolai begibt sich auf die Suche nach dem verschwundenen Goscha und kann ihn schließlich überzeugen, wieder zu Katja zurückzukehren.

## Entstehungsgeschichte
Es fing alles mit einem Drehbuch mit dem Titel „Die, die zweimal gelogen hat“ (russ.: Дважды солгавшая) an, welches Walentin Tschernych für einen Wettbewerb mit der Thematik Moskau innerhalb von neunzehn Tagen verfasste. Dies basiert wiederum auf seinem unvollendeten Buch. Dies hatte er am Anfang der 70er Jahre begonnen. Die Charaktere von Katja, Alexandra und Ljudmila basieren auf Familienmitgliedern, während Goscha ein Abbild des Autors selbst darstellt, so seine Frau. Er bekam den 3. Platz, wobei die ersten beiden nicht vergeben wurden. Die bekannte Filmgesellschaft Mosfilm (russ.: Мосфильм) wurde durch die Publikation im Magazin „Die Kunst des Filmwesens“ (russ.: Искусство кино) auf das Drehbuch aufmerksam und kaufte es anschließend. Es bestand kein großes Interesse von Seiten der Regisseure, sodass es schließlich durch Jan Frid in die Hände von Wladimir Menschow geriet. Ersterer erachtete das Werk als „uninteressant“. Als einzig interessante Stelle erschien ihm die Szene, als die Hauptfigur Katja sich weinend einen Wecker stellt, sich hinlegt und beim Aufstehen anschließend 20 Jahre vergangen sind. Es handelt sich also um einen Zeitsprung und das Leben von Katja hat sich sehr verändert.
Nachdem Tschernych gebeten wurde, einige Änderungen vorzunehmen und sich weigerte, übernahm nun Menschow selbst diese Aufgabe. Er erweiterte das Konzept, veränderte und ergänzte Szenen. Hierbei gibt es Hinweise auf autobiografische Züge, denn viele Dinge wie z. B. das Leben in einem studentischen Wohnheim hat er gemeinsam mit seiner Ehefrau erlebt, welche die Hauptrolle im Film erhalten hat.
Bei der Rollenverteilung gab es am Anfang keine Einigkeit: viele anfangs vorgeschlagene Schauspieler sagten dem Regisseur aus unterschiedlichen Gründen ab. Beispielsweise war für die Rolle von Katja Margarita Terechowa vorgesehen. Sie erachtete das Stück als ungeeignet und den Regisseur als unerfahren. Zudem war sie für eine andere für sie wichtige Rolle gebucht worden. Weitere Kandidatinnen waren Walentina Telitschkina und Natalja Saiko. Am Ende entschied sich Menschow für seine Frau Wera Alentowa, welche das Drehbuch zwar nicht mochte, aber nicht nein zu ihrem Mann sagen konnte. Mit den anderen Rollen war es ähnlich. Ein weiteres Beispiel ist Goscha: Nachdem Menschow Absagen von sowohl Witali Solomin als auch Wjatscheslaw Tichonow erhalten hatte, entschied er sich, die Rolle selbst zu spielen. Im Endeffekt erhielt sie nach langem Zögern Alexei Batalow. Da er allerdings etwas zu alt für seine Rolle war, musste er eine Perücke tragen.
Der Film gilt heute als sehr beliebt. Er hatte insgesamt rund 84,4 Millionen Kinozuschauer und ist somit auf Platz zwei der meistgesehenen Filme der Sowjetunion. An erster Stelle steht “Piraten des 20. Jahrhunderts” (russ.: Пираты XX века). Als die Nachricht verkündet wurde, dass der Film für einen Oscar nominiert wurde, glaubte Menschow, es handle sich um einen Witz. Als es allerdings feststand, wurde dem Regisseur die Ausreise aus der Sowjetunion verweigert. Er konnte den Preis also erst Jahre später entgegennehmen. Stattdessen übernahm diese Aufgabe der Attaché der sowjetischen Botschaft in den Vereinigten Staaten. Bis zum Jahr 1989 wurde der Oscar im Gebäude Goskino aufbewahrt, bis er ihn anschließend bei der Verleihung eines anderen Preises erhielt.

## Soundtracks
- Alexandra, Alexandra Musik und Liedtext: Sergei Nikitin, Dmitri Sucharew, Juri Wisbor. Performance: Tatjana Nikitina, Sergei Nikitin
- Dialog u nowogodnei jolki („Ein Dialog bei der Neujahrstanne“) Musik und Liedtext: Sergei Nikitin, Juri Lewitanski. Performance: Tatjana Nikitina, Sergei Nikitin
- Besame Mucho Liedtext: Consuelo Velázquez. Stammt aus dem Stück: „Quejas, o la Maja y el Ruiseñor“. Übernommen aus: „Goyescas“ von Enric Granados (1911)
- Daddy Cool Musik: Frank Farian, Peter Bischof. Liedtext: Frank Farian, George Reyam. Performance: Boney M. (Album veröffentlicht am 31. Mai 1976)[7]

## Kritik
Lexikon des internationalen Films: „Formal ohne Ambitionen, besticht der Film durch seine Heiterkeit und die liebenswürdige Zeichnung der Charaktere.“
Rotten Tomatoes: Der Film hat eine Bewertung von 40 % auf Basis von fünf Rezensionen erhalten.
IMDb: Die Bewertung basiert auf 11.669 Bewertungen und beträgt durchschnittlich 8,1 von 10.

## Auszeichnungen
- 1980: Bester Film des Jahres des Magazins “Sowjetische Leinwand” (russ.: Советский экран / Sowetskij ekran)[11]
- 1980: Nominierung für die Prämie des Goldenen Bären bei der Berlinale

- 1981: Oscar der Amerikanischen Filmakademie für den besten ausländischen Film

- 2009: Prämie für den besten sowjetischen Film auf MTV Russland[12]

## Hintergründe
Der Titel des Films entstammt einem russischen Sprichwort, das bedeutet, dass Moskau eine „harte“ Stadt ist, in der Jammern nichts bringt und Taten gefragt sind. Auch Ilja Ehrenburg zitierte das Sprichwort für den Titel seines Romans Moskau glaubt nicht an Tränen (Москва слезам не верит, 1932), der jedoch in Paris spielt und nichts mit dem hier behandelten Film zu tun hat.